# Bandiera dell'Azerbaigian
La bandiera dell'Azerbaigian (in azero Azərbaycan bayrağı) è uno dei simboli ufficiali della Repubblica dell'Azerbaigian (insieme a stemma e l'inno). Fu adottata il 9 novembre 1918 come bandiera nazionale della Repubblica Democratica dell'Azerbaigian (ADR), esistita fino al 1920. Il 5 febbraio 1991, è stata adottata definitivamente ispirandosi alla versione degli anni 1920, dato che la Repubblica dell'Azerbaigian proclamò la sua indipendenza nello stesso anno.
La bandiera consiste di 3 bande orizzontali di uguali dimensioni. I colori, partendo dall'alto, sono l'azzurro, il rosso e il verde; una mezzaluna e una stella a otto punte, entrambe bianche, sono presenti al centro della banda rossa. In lingua azera è sovente denominata Üçrəngli bayraq, che significa letteralmente "stendardo tricolore".
Conformemente al decreto del Presidente dell'Azerbaigian Ilham Aliyev del 17 novembre 2009, ogni anno il 9 novembre in onore della Repubblica Democratica dell'Azerbaigian viene celebrato come il "Giorno della Bandiera Nazionale".

## Caratteristiche

### Colori
I colori ufficiali della bandiera secondo l'Album de Pavillions sono:
| Codice  | Azzurro        | Rosso          | Verde          |
| ------- | -------------- | -------------- | -------------- |
| CMYK    | C100-M10-Y0-K5 | C0-M90-Y100-K0 | C100-M0-Y90-K5 |
| Pantone | Process blue   | Red 1795 C     | Green 355 C    |

Il rapporto tra i lati della bandiera dell'Azerbaigian è 1: 2. La bandiera è un panno tricolore (azzurro, rosso e verde) a strisce orizzontali. Nel centro della bandiera, sulla striscia centrale rossa, sono collocate una mezzaluna e una stella a otto punte, entrambe di colore bianco.
Il colore azzurro rappresenta il popolo turco (la popolazione principale del Paese - gli azeri - appartiene ai popoli di etnia e lingua turca), il colore rosso riflette il percorso verso il progresso, la modernizzazione della società e lo sviluppo della democrazia, mentre il colore verde indica l'appartenenza alla fede islamica.
Il primo presidente del Consiglio nazionale dell'Azerbaigian, Mamed Amin Rasulzade, ha anche sottolineato nel suo discorso all'incontro del parlamento dell'ADR che la bandiera tricolore simboleggia la libertà turca, la cultura islamica e la modernità. L'autore della musica dell'inno azero, Uzeyir Hajibeyov, ha menzionato che il colore azzurro della bandiera rappresenta il panturchismo, il colore verde l'islamismo e il colore rosso il progresso e la cultura.

### Simboli
Il simbolo nella barra centrale richiama la bandiera turca, ma la stella è differente, essendo ad otto punte e non cinque. Secondo la tradizione, la stella a otto punte rappresenta gli otto rami del popolo turco.

## Storia della bandiera

### Bandiera della Repubblica Democratica dell'Azerbaigian (ADR)
Il 28 maggio 1918 fu proclamata l'indipendenza della Repubblica Democratica dell'Azerbaigian. Una delle prime attività della Repubblica fu l'adozione degli attributi dello Stato. E la bandiera dell'Impero ottomano è stata presa come il campione. Il 21 giugno 1918 fu adottata la prima bandiera nazionale dell'ADR, che rappresentava una tela raffigurante una mezzaluna bianca e una stella bianca a otto punte (a differenza di quella ottomana con cinque) su sfondo rosso.
Successivamente, è stata sollevata la questione della modifica della bandiera statale dell'ADR. Il nuovo progetto doveva riflettere tre idee: il turkismo, l'islamismo e la brama del progresso. Nel 1914 una serie di articoli del fondatore del partito Musavat, Mammad Amin Rasulzade, sono stati pubblicati nella rivista "Dirilik" di Baku. Negli articoli Rasulzade si menzione che per la rinascita della nazione sono necessari attributi che riflettono identità nazionale, religione, lingua, passato storico, modernità e progresso.
Il 9 novembre 1918 sulla base del rapporto del presidente del governo dell'ADR Fatali Khan Khoyski, è stata approvata la bozza di una nuova bandiera nazionale. Questa volta la bandiera rappresentava una tela orizzontale blu, rossa e verde e nella striscia rossa al centro con una mezzaluna bianca e una stella a otto punte. Nel decreto è stato dichiarato di: "riconoscere come la bandiera nazionale la bandiera che consiste dei colori verde, rosso e blu con una mezzaluna bianca e una stella ottagonale. La mezzaluna simboleggiava l'Islam, e la stella a otto punte, secondo Fatali Khan Khoyski, indicava le 8 lettere del nome "Azerbaigian" (آزربيجان - alfabeto arabo). Gli studiosi ritengono che 8 punte della stella possano anche simboleggiare l'ortografia araba del nome figurativo dell'Azerbaigian - "Terra dei fuochi" (azerbaigian يوردو اود).
Il 7 dicembre 1918 fu issata la nuova bandiera statale sopra l'edificio del parlamento. Nel suo discorso, Mammad Amin Rasulzade ha menzionato: "... questa bandiera tricolore, che simboleggia l'Azerbaigian indipendente, sollevata dal Consiglio nazionale che significa libertà turca, cultura islamica e modernità, sventolerà sempre su di noi ..."
Durante l'epoca sovietica, i campi rossi e blu sono stati conservati sulla bandiera della Repubblica Socialista Sovietica Azera, ma hanno avuto un significato diverso. Il colore verde, che era chiaramente percepito come un simbolo dell'Islam, era escluso.

### Bandiera della Repubblica Socialista Sovietica Azera
Il 28 aprile 1920, il Comitato rivoluzionario dell'Azerbaigian (Azrevkom) proclamò la Repubblica Sovietica Socialista dell'Azerbaigian a Baku. Il 19 maggio 1921, presso il Primo Congresso dei Soviet di tutti gli azeri adottò la Costituzione (legge fondamentale) della Repubblica Sovietica Socialista dell'Azerbaigian, di cui all'articolo 104 della quale fu descritta la bandiera:
```
La bandiera commerciale, navale e militare della Repubblica Socialista Sovietica dell'Azerbaigian è costituita da una tela rossa (scarlatta) di colore, nell'angolo sinistro del quale, nella parte superiore dell'albero su un campo verde, sono poste le lettere dorate "A. SS R. "o la scritta" Repubblica Sovietica Socialista Azerbaigian ".
```

Il 14 marzo 1925, Quarta Convocazione del Congresso di tutti zerbaigiani dei Soviet approvò l'aggiunta alla Costituzione della Repubblica Sovietica Socialista dell'Azerbaigian adottata l'8 dicembre 1924:
```
Articolo 104 della Costituzione della Repubblica Sovietica Socialista dell'Azerbaigian

La bandiera nazionale della repubblica è costituita da un colore rosso (scarlatto), con un rapporto fra lunghezza e larghezza di 2: 1, nell'angolo in alto a sinistra del quale vi è una falce d'oro e un martello all'albero con un raggio di 1/6 della larghezza della bandiera; sopra di loro una mezzaluna dorata, rivolta verso l'estremità a destra, con una stella rossa a cinque punte incorniciata da un bordo dorato; il diametro della mezzaluna è pari a 1/10 della larghezza della bandiera, sul lato destro della falce e martello l'iscrizione sul nuovo e antico alfabeto turco: A.S.S.C. e .أ.س.ش.ج.
```

Il 14 marzo 1937, IX Congresso straordinario dei Soviet della Repubblica Sovietica Socialista dell'Azerbaigian adottò una nuova Costituzione della repubblica, contenuta nel suo articolo 152, che conteneva la seguente descrizione della bandiera:
```
La bandiera nazionale della Repubblica Socialista Sovietica dell'Azerbaigian è costituita da ua tela rossa, nell'angolo sinistro della quale, all'albero sopra, sono collocati la falce e il martello d'oro e l'iscrizione in lingua azera "AzSSR".
```

Il 7 ottobre 1952, la bandiera di Stato della Repubblica Sovietica Socialista dell'Azerbaigian fu confermato un nuovo modello, basato sulla bandiera statale dell'URSS, completata nella parte inferiore da una striscia blu di un quarto della larghezza della tela:
```
La bandiera nazionale della Repubblica Socialista Sovietica dell'Azerbaigian è un pannello rettangolare rosso costituito da due fasce colorate disposte orizzontalmente: il colore superiore, rosso, che è tre quarti della larghezza, e il colore blu inferiore, facendo un quarto della larghezza della bandiera, con l'immagine nell'angolo superiore sinistro della striscia rossa un albero, una falce d'oro e un martello, e sopra di loro una stella rossa a cinque punte incorniciata da un bordo d'oro.
```

### Bandiera della Repubblica Democratica dell'Azerbaigian (ADR) dopo il 1920
Dopo la caduta della Repubblica Democratica dell'Azerbaigian nell'aprile del 1920, la bandiera dell'ADR fu utilizzata da organizzazioni da emigranti al di fuori dei confini dell'URSS.
Durante la Grande Guerra di Difesa della Patria del 1941-1945 la bandiera dell'ADR è stata usata da formazioni militari composte da azeri che combattevano dalla parte del Terzo Reich - battaglioni dell'Aserbaidschanische Legion. Sulla manica, emblemi usati sulla forma del bastone della Legione dell'Azerbaigian, erano raffigurate tre strisce orizzontali di colore blu, rosso e verde con una mezzaluna bianca e una stella a cinque punte su un campo rosso.
Il 6 novembre 1943 a Berlino passò il congresso (kuriltai) degli azeri, che elesse il Mejlis azero (l'assemblea azera), che era guidato dall'ex maggiore sovietico Abdurrahman Fatalibeyli-Dudanginski, che è intervenuto al congresso con un rapporto. Il congresso ha anche alzato le bandiere della Repubblica Democratica dell'Azerbaigian e una delle decisioni adottate è stata il ripristino dell'indipendenza dell'Azerbaigian.
Nel 1922 il presidente del Consiglio Nazionale dell'Azerbaigian, che proclamò l'indipendenza della Repubblica Democratica dell'Azerbaigian, Mammad Amin Rasulzade emigrò dalla RSFSR, viaggiando attraverso la Finlandia in Turchia. Lì, insieme a Gulmammad Bagirov, ha creato la bandiera dell'ADR. Questa bandiera è stata successivamente trasferita al Museo Nazionale della Storia dell'Azerbaigian, e ora è presentata nella mostra del Museo della Bandiera Statale dell'Azerbaigian, aperta dal Presidente dell'Azerbaigian - Ilham Aliyev il 9 novembre 2010, nel 92 ° anniversario del tricolore.

### Bandiera della Repubblica d'Azerbaigian
Alla fine degli anni '80, la bandiera della Repubblica Democratica dell'Azerbaigian veniva usata nelle azioni collettive del nascente movimento nazionale. Nell'estate del 1991, la bandiera fu persino appesa alla facciata dell'edificio del Soviet Supremo della Repubblica Sovietica Socialista dell'Azerbaigian, e nel Museo di Lenin sotto il ritratto di Mammad Amin Rasulzade fu scritta la sua famosa espressione: "Una bandiera che si alza una volta non si ammainerà mai più!"
Il 17 novembre 1990, nella prima sessione del Supremo Majlis della Repubblica autonoma di Naxchivan, la bandiera della Repubblica Democratica dell'Azerbaigian , il cui successore è la moderna Repubblica dell'Azerbaigian, è stata adottata come bandiera statale dell'autonomia. Il 29 novembre 1990 fu emanato un decreto "Sul cambiamento del nome e la bandiera statale della Repubblica Sovietica Socialista dell'Azerbaigian", ratificato il 5 febbraio 1991 dal Consiglio supremo della Repubblica. Il 12 novembre 1995, al referendum nazionale, fu adottata la prima Costituzione dell'Azerbaigian indipendente, in uno degli articoli di cui era stata data la definizione della bandiera tricolore di repubblica.
Il 17 novembre 2007, il presidente ha emesso un decreto "Sulla creazione della Piazza della Bandiera nella capitale della Repubblica dell'Azerbaigian, a Baku". In accordo con questo documento, è stata posata un'area di 20.000 m² sul capo di Bayil dove sono stati iniziati i lavori per stabilire una bandiera con una larghezza di 60 m, una lunghezza di 75 m, con un peso di 350 kg su un pennone di 162 m di altezza, ed è stata avviata la costruzione del Museo della Bandiera.
1º settembre 2010 la bandiera è stata ufficialmente sollevata all'altezza prevista.
Il 15 settembre 2008 è stato emanato il decreto presidenziale sullo stendardo del Presidente della Repubblica dell'Azerbaigian, che ha approvato la forma dello stendardo con l'utilizzo di colori della bandiera nazionale. Il 17 novembre 2009, il Presidente ha emanato un decreto "Sull'istituzione del giorno della bandiera nazionale della Repubblica dell'Azerbaigian". In conformità con il decreto, ogni anno il 9 novembre si celebra il Giorno della Bandiera Nazionale. Le disposizioni del decreto indicano l'importanza della bandiera tricolore per il popolo azero: "Per la memoria della Repubblica Democratica dell'Azerbaigian, questa bandiera dimostra la nostra lealtà alle idee di libertà, valori nazionali e ideali globali".

## Modalità per l'uso della bandiera statale
Secondo la legge n. 683 della Repubblica di Azerbaigian, in data 8 giugno 2004 (modificato il 1º settembre 2005), la bandiera nazionale deve essere sollevata come segue:
| Ufficio                                                  | Edifici | Veicoli |
| -------------------------------------------------------- | ------- | ------- |
| Presidente dell'Azerbaigian                              | +       | +       |
| Primo ministro dell'Azerbaigian                          | +       | +       |
| Presidente dell'Assemblea Nazionale (Milli Məclis)       | +       | +       |
| Gabinetto dei Ministri                                   | +       |         |
| Corte costituzionale dell'Azerbaigian                    | +       |         |
| Corte Suprema dell'Azerbaigian                           | +       |         |
| Consiglio giudiziario-giuridico dell'Azerbaigian         | +       |         |
| Autorità esecutivi centrali                              | +       | +       |
| Procuratore della Banca centrale dell'Azerbaigian        | +       | +       |
| Commissione elettorale centrale dell'Azerbaigian         | +       |         |
| Camera dell'Azerbaigian                                  | +       |         |
| Assemblea Suprema del Nakhchivan                         | +       |         |
| Gabinetto dei Ministri del Nakhichevan                   | +       |         |
| Corte Suprema di Nakhchivan                              | +       |         |
| Autorità esecutive locali di Nakhchivan                  | +       | +       |
| Commissario per i Diritti Umani                          | +       |         |
| Vicepresidente dell'Assemblea Nazionale                  | +       |         |
| Ambasciate in Azerbaigian                                | +       |         |
| Consolati in Azerbaigian                                 | +       |         |
| Navi registrate nel Codice Marittimo Commerciale         |         | +       |
| Navi straniere nelle acque territoriali dell'Azerbaigian |         | +       |
| Valichi di frontiera dell'Azerbaigian                    | +       |         |

Bandiera nazionale deve anche essere innalzata sopra gli edifici, i tribunali militari e il quartier generale delle unità militari e delle navi militari delle Forze armate della Repubblica dell'Azerbaigian nei seguenti casi:
1. Durante le festività pubbliche
2. Durante il giuramento militare
3. Nel caso di assegnazione di unità militari o tribunali militari
4. Quando un'unità militare o una nave militare si trova sul territorio di un altro Paese

## Bandiere storiche

Prima bandiera della Repubblica Democratica di Azerbaigian (1918)
Seconda bandiera della Repubblica Democratica di Azerbaigian (1918-1920)
Bandiera della Repubblica Socialista Federativa Sovietica Transcaucasica (1922-1936)
Prima bandiera della RSS Azera (1936-1940)
Bandiera della RSS Azera (1952-1991)

## Bandiere simili e con elementi comuni
- Bandiera di Makran
- Bandiera di Kharan
- Bandiera di Nakhichevan (regione autonoma dell'Azerbaigian: la bandiera si rifà a quella statale)
- Bandiera turca
- Bandiera dei tatari bielorussi